# Rochester (Kentucky)
Pour les articles homonymes, voir Rochester.
Rochester est une ville américaine située dans le comté de Butler, dans le Kentucky. Selon le recensement de 2020, sa population est de 114 habitants.